# 読書する聖カタリナ

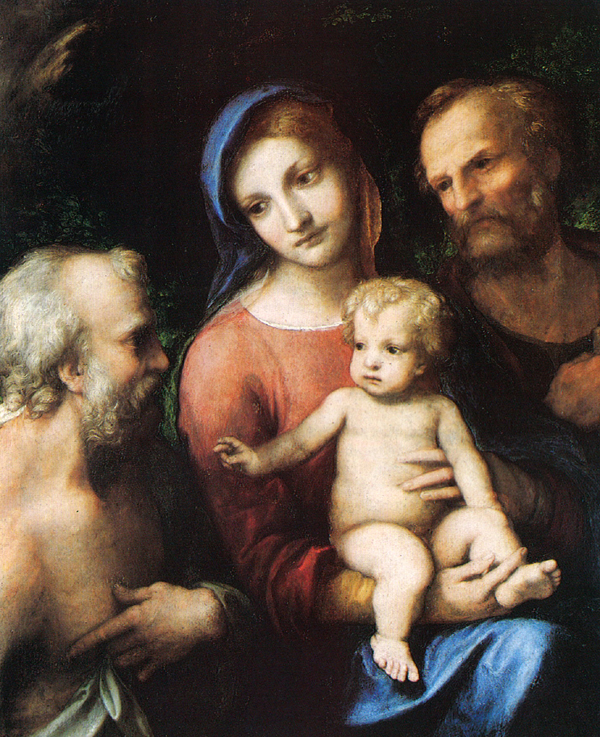
同じくハンプトン・コート宮殿のコレッジョ作品『聖ヒエロニムスのいる聖家族』。1519年頃。

『読書する聖カタリナ』（どくしょするせいカタリナ、伊: Santa Caterina leggente, 英: Saint Catherine Reading）は、イタリア、ルネサンス期のパルマ派の画家コレッジョが1530年から1532年頃に制作した絵画である。油彩。主題は殉教者として名高いキリスト教の聖人、アレクサンドリアの聖カタリナである。コレッジョの最晩年の作品の1つで、制作経緯は不明だが、小さなサイズから私的な礼拝のために制作されたと考えられている。現在はロンドンのハンプトン・コート宮殿のロイヤル・コレクションに所蔵されている。また個人コレクションに同主題の絵画が知られている。

## 作品
学識ある女性と伝えられている聖カタリナは読書している。聖カタリナはアトリビュートである壊れた車輪の上に殉教を表すナツメヤシの葉を持った左手と、本を持った右手を置き、車輪にもたれかかるようなやや前かがみの楽な姿勢で座っている。コレッジョは灰色の下塗りで肌に涼しく柔らかな半透明感を与え、唇と鼻孔のバーミリオンと目尻の茶色で肌の暖かみを与えている。本作品の女性像と色彩の広がりの技術はコレッジョの晩年の作品に典型的な様式を示している。大きな目や水平の眉、繊細な耳、骨がないように見える指の丸くて柔らかさを感じさせる手といった特徴は、ユピテルの愛の連作の『レダと白鳥』（Leda e il cigno）、『ダナエ』（Danae）、『ユピテルとイオ』（Giove e Io）を思い出させる。
車輪に寄り掛かって休んでいるナツメヤシの葉を持った半身像の聖カタリナという発想は、チェザーレ・ダ・セスト、ガロファロ、ドッソ・ドッシ、ロレンツォ・ロットなどの北イタリアの画家の作品で見られる。またレオナルド・ダ・ヴィンチの弟子ベルナルディーノ・ルイーニは聖カタリナを読書する姿で表現している。これはコレッジョのイメージが、レオナルド・ダ・ヴィンチかあるいはレオナルド派によって制作された構図から派生している可能性を示唆している。
1907年に美術史家ゲオルク・グロナウによってコレッジョに帰属されたのち、セシル・グールドは状態が悪化した工房作またはその後のパスティーシュのいずれかと判断し、コレッジョへの帰属を疑った。しかしほとんどの研究者は絵画の真筆性を認めており、コレッジョの最晩年の作品としている。
近年行われた修復によって変色したニスと過去の修復の過剰な塗装が除去され、色彩の繊細さとタッチの感性が明らかになった。

## 来歴
購入者はイングランド国王チャールズ1世、チャールズ2世、あるいはジェームズ2世とも言われる。少なくともジェームズ2世の時代にはロイヤル・コレクションに加わっており、1688年にホワイトホールで最初に確実に記録されている

## 複製
古くから本作品の複製が制作されている。それらのいくつかは聖カタリナが全身像または七分丈の高さでひざまずいていることを表すために構図を拡張している。通常、この種の拡張はキャンバスの四辺が切り詰められる以前の絵画の元のサイズを示唆しているが、本作品についてはそうではない。他の複製は多かれ少なかれ現在のサイズを記録している。